# Lamar Hunt U.S. Open Cup 2015
Der Lamar Hunt U.S. Open Cup 2015 ist die 102. Austragung des US-amerikanischen Fußballpokalwettbewerbs der Herren. Veranstalter des Turniers ist die United States Soccer Federation. Der Titelverteidiger Seattle Sounders schied bereits in seinem ersten Pokalspiel in der 4. Runde aus.
Die Qualifikationen für dieses Turnier begannen bereits 2014, als die Mannschaften der USASA ihre Regionalmeisterschaften ausspielten.

## Teilnehmende Mannschaften
| direkt für die 4. Runde qualifiziert (alle US-Mannschaften der MLS) | direkt für die 4. Runde qualifiziert (alle US-Mannschaften der MLS) | direkt für die 4. Runde qualifiziert (alle US-Mannschaften der MLS) | direkt für die 4. Runde qualifiziert (alle US-Mannschaften der MLS) |
| --- | --- | --- | --- |
| - Chicago Fire - Colorado Rapids - Columbus Crew - D.C. United | - FC Dallas - Houston Dynamo - Los Angeles Galaxy - New England Revolution | - New York City FC - New York Red Bulls - Philadelphia Union - Portland Timbers | - Real Salt Lake - San José Earthquakes - Seattle Sounders - Sporting Kansas City |
| direkt für die 3. Runde qualifiziert (alle US-Mannschaften der NASL) | | | |
| - Atlanta Silverbacks - Carolina RailHawks - Fort Lauderdale Strikers | - Indy Eleven - Jacksonville Armada | - Minnesota United - New York Cosmos | - San Antonio Scorpions - Tampa Bay Rowdies |
| direkt für die 2. Runde qualifiziert (alle US-Mannschaften der USL) | | | |
| - Arizona United - Austin Aztex FC - Charleston Battery - Charlotte Independence - Colorado Springs Switchbacks - Harrisburg City Islanders | - LA Galaxy II - Louisville City FC - New York Red Bulls II - Oklahoma City Energy - Orange County Blues FC | - Pittsburgh Riverhounds - Portland Timbers 2 - Real Monarchs - Richmond Kickers - Rochester Rhinos | - Sacramento Republic - Saint Louis FC - Seattle Sounders 2 - Tulsa Roughnecks - Wilmington Hammerheads |
| Teilnehmer der 1. Runde (Mannschaften der NPSL, USL PDL und USASA) | | | |
| - Brooklyn Italians (NPSL) - Chattanooga FC (NPSL) - Detroit City FC (NPSL) - FC Tacoma 253 (NPSL) - Fort Pitt FC Regiment (NPSL) - GBFC Thunder (NPSL) - Lansing United (NPSL) - Miami United FC (NPSL) - Sonoma County Sol (NPSL) - Tulsa Athletics (NPSL) - Upward Stars (NPSL) - Virginia Beach City FC (NPSL) | - AC Connecticut (USL PDL) - Burlingame Dragons FC (USL PDL) - BYU Cougars (USL PDL) - Des Moines Menace (USL PDL) - FC Tucson (USL PDL) - Golden State Misioneros FC (USL PDL) - Jersey Express SC (USL PDL) - Kitsap Pumas (USL PDL) - Laredo Heat (USL PDL) - Long Island Rough Riders (USL PDL) | - Michigan Bucks (USL PDL) - Midland-Odessa Sockers (USL PDL) - Ocala Stampede (USL PDL) - Reading United AC (USL PDL) - Seacoast United Phantoms (USL PDL) - SW Florida Adrenaline (USL PDL) - Ventura County Fusion (USL PDL) - West Virginia Chaos (USL PDL) - Western Mass Pioneers (USL PDL) | - Chula Vista FC (USASA) - Greek American AA (USASA) - Madison Fire (USASA) - Maryland Bays (USASA) - Mass Premier Soccer (USASA) - NTX Rayados (USASA) - PSA Elite (USASA) - RWB Adria (USASA) - Triangle Brigade (USASA) |
| Teilnehmer der Preliminary Round (Mannschaften der USCS, USASA und USSSA) | | | |
| - San Francisco City FC (USCS) | - Cal FC (USASA) - KC Athletics (USASA) | - Harpo's FC (USSSA) | |

## Vorrunde
Die Vorrunde des Turniers wurde am 25. April 2015 ausgetragen.
| Datum  |                           | Ergebnis  |                  | Station                    |
| ------ | ------------------------- | --------- | ---------------- | -------------------------- |
| 25.04. | San Francisco City FC (V) | 1:2 (0:1) | Cal FC (V)       | Kezar Stadium              |
| 25.04. | Harpo's FC (V)            | 2:0 (0:0) | KC Athletics (V) | Dick’s Sporting Goods Park |

## Erste Runde
Die erste Runde wurde am 13. Mai 2015 ausgetragen.
| Datum  |                               | Ergebnis                         |                               | Station                           |
| ------ | ----------------------------- | -------------------------------- | ----------------------------- | --------------------------------- |
| 13.05. | West Virginia Chaos (IV)      | 1:0 (1:0)                        | Fort Pitt FC Regiment (IV)    | Charleston, WV                    |
| 13.05. | Western Mass Pioneers (IV)    | 1:1 n. V. (1:1, 1:0) (3:4 i. E.) | GBFC Thunder (IV)             | Lusitano Stadium                  |
| 13.05. | Lansing United (IV)           | 0:0 n. V. (4:2 i. E.)            | RWB Adria (V)                 | East Lansing Soccer Complex       |
| 13.05. | Miami United (IV)             | 2:1 (0:0)                        | SW Florida Adrenaline (IV)    | Hialeah, FL                       |
| 13.05. | Upward Stars (IV)             | 3:3 n. V. (3:3, 1:2) (3:1 i. E.) | Triangle Brigade (V)          | Spartanburg, SC                   |
| 13.05. | AC Connecticut (IV)           | 2:3 (1:1)                        | Virginia Beach City FC (IV)   | Danbury, CT                       |
| 13.05. | Reading United AC (IV)        | 1:0 (1:0)                        | Maryland Bays (V)             | Reading, PA                       |
| 13.05. | Michigan Bucks (IV)           | 3:0 (2:0)                        | Detroit City FC (IV)          | Pontiac, MI                       |
| 13.05. | Chattanooga FC (IV)           | 1:1 n. V. (1:1, 0:0) (4:2 i. E.) | Ocala Stampede (IV)           | Chattanooga, TN                   |
| 13.05. | Long Island Rough Riders (IV) | 3:1 (1:1)                        | Brooklyn Italians (IV)        | St. Anthony’s High School Stadium |
| 13.05. | Jersey Express SC (IV)        | 3:0 (0:0)                        | Greek American AA (V)         | J. Malcolm Simon Stadium          |
| 13.05. | GPS-Massachusetts (V)         | 1:2 (1:0)                        | Seacoast United Phantoms (IV) | Cambridge, MA                     |
| 13.05. | Des Moines Menace (IV)        | 2:1 (1:0)                        | Madison Fire (IV)             | Des Moines, IA                    |
| 13.05. | Midland-Odessa Sockers (IV)   | 3:1 (2:0)                        | Tulsa Athletics (IV)          | Midland, TX                       |
| 13.05. | Laredo Heat (IV)              | 0:0 n. V. (4:2 i. E.)            | NTX Rayados (V)               | Laredo, TX                        |
| 13.05. | BYU Cougars (IV)              | 0:0 n. V. (2:4 i. E.)            | Harpo's FC (V)                | Provo, UT                         |
| 13.05. | FC Tucson (IV)                | 1:2 n. V. (1:1, 0:0)             | Chula Vista FC (V)            | Tucson, AZ                        |
| 13.05. | FC Tacoma 253 (IV)            | 2:5 (0:3)                        | Kitsap Pumas (IV)             | Tacoma, WA                        |
| 13.05. | Sonoma County Sol (IV)        | 2:1 n. V. (1:1, 0:0)             | Burlingame Dragons FC (IV)    | Santa Rosa, CA                    |
| 13.05. | Ventura County Fusion (IV)    | 3:3 n. V. (3:3, 2:1) (6:5 i. E.) | Cal FC (V)                    | Ventura, CA                       |
| 13.05. | PSA Elite (V)                 | 7:1 (4:1)                        | Golden State Misioneros (IV)  | Weingart Stadium                  |

## Zweite Runde
Die zweite Runde wurde am 20. Mai 2015 ausgetragen.

## Dritte Runde
Die dritte Runde wurde am 27. Mai 2015 ausgetragen.
| Datum  |                                 | Ergebnis                         |                                    | Station           |
| ------ | ------------------------------- | -------------------------------- | ---------------------------------- | ----------------- |
| 27.05. | Seattle Sounders 2 (III)        | 2:1 n. V. (1:1, 0:0)             | Portland Timbers 2 (III)           | Tukwila, WA       |
| 27.05. | Harrisburg City Islanders (III) | 1:3 n. V. (0:0)                  | Rochester Rhinos (III)             | Harrisburg, PA    |
| 27.05. | Richmond Kickers (III)          | 3:0 (2:0)                        | Jacksonville Armada (II)           | Richmond, VA      |
| 27.05. | Pittsburgh Riverhounds (III)    | 1:0 (0:0)                        | Tampa Bay Rowdies (II)             | Pittsburgh, PA    |
| 27.05. | Chattanooga FC (IV)             | 1:2 n. V. (1:1, 0:0)             | Atlanta Silverbacks (II)           | Chattanooga, TN   |
| 27.05. | Carolina RailHawks (II)         | 0:1 (0:0)                        | Charlotte Independence (III)       | Vary, NC          |
| 27.05. | Charleston Battery (III)        | 3:2 (1:2)                        | Fort Lauderdale Strikers (II)      | Charleston, SC    |
| 27.05. | Indy Eleven (II)                | 0:2 n. V.                        | Louisville City FC (III)           | Indianapolis, IN  |
| 27.05. | New York Cosmos (II)            | 3:0 (2:0)                        | Jersey Express SC (IV)             | Belson Stadium    |
| 27.05. | Saint Louis FC (III)            | 1:1 n. V. (1:1, 0:0) (3:1 i. E.) | Minnesota United (II)              | Fenton, MO        |
| 27.05. | Tulsa Roughnecks (III)          | 0:1 (0:0)                        | Oklahoma City Energy (III)         | Tulsa, OK         |
| 27.05. | San Antonio Scorpions (II)      | 0:2 (0:0)                        | Austin Aztex FC (III)              | San Antonio, TX   |
| 27.05. | Real Monarchs (III)             | 0:1 (0:1)                        | Colorado Springs Switchbacks (III) | Rio Tinto Stadium |
| 27.05. | Ventura County Fusion (IV)      | 1:2 (0:1)                        | PSA Elite (V)                      | Ventura, CA       |
| 27.05. | Sacramento Republic (III)       | 7:3 (2:1)                        | Chula Vista FC (V)                 | Sacramento, CA    |

## Vierte Runde
Die vierte Runde wurde am 16. Juni und 17. Juni 2015 ausgetragen.

## Fünfte Runde
Die fünfte Runde (Achtelfinale) wurde am 30. Juni und 1. Juli 2015 ausgetragen.
| Datum  |                          | Ergebnis  |                              | Station              |
| ------ | ------------------------ | --------- | ---------------------------- | -------------------- |
| 30.06. | Orlando City (I)         | 2:0 (2:0) | Columbus Crew (I)            | Citrus Bowl          |
| 30.06. | Philadelphia Union (I)   | 2:1 (0:1) | D.C. United (I)              | PPL Park             |
| 30.06. | Chicago Fire (I)         | 3:1 (1:1) | Charlotte Independence (III) | Toyota Park          |
| 30.06. | Houston Dynamo (I)       | 1:0 (1:0) | Colorado Rapids (I)          | BBVA Compass Stadium |
| 01.07. | New York Red Bulls (I)   | 4:1 (2:1) | New York Cosmos (II)         | Red Bull Arena       |
| 01.07. | Sporting Kansas City (I) | 6:2 (4:0) | FC Dallas (I)                | Sporting Park        |
| 01.07. | Real Salt Lake (I)       | 2:0 (0:0) | Portland Timbers (I)         | Rio Tinto Stadium    |
| 01.07. | San José Earthquakes (I) | 0:1 (0:1) | Los Angeles Galaxy (I)       | Avaya Stadium        |

## Viertelfinale
Das Viertelfinale wurde vom 14. bis 22. Juli 2015 ausgetragen.
| Datum  |                          | Ergebnis                         |                        | Station           |
| ------ | ------------------------ | -------------------------------- | ---------------------- | ----------------- |
| 14.07. | Real Salt Lake (I)       | 1:0 (0:0)                        | Los Angeles Galaxy (I) | Rio Tinto Stadium |
| 21.07. | New York Red Bulls (I)   | 1:1 n. V. (1:1, 0:0) (3:4 i. E.) | Philadelphia Union (I) | Red Bull Arena    |
| 21.07. | Sporting Kansas City (I) | 3:1 (0:0)                        | Houston Dynamo (I)     | Sporting Park     |
| 22.07. | Chicago Fire (I)         | 3:1 (1:0)                        | Orlando City (I)       | Toyota Park       |

## Halbfinale
Das Halbfinale wurde am 11. August und 12. August 2015 ausgetragen.
| Datum  |                          | Ergebnis  |                    | Station       |
| ------ | ------------------------ | --------- | ------------------ | ------------- |
| 11.08. | Philadelphia Union (I)   | 1:0 (0:0) | Chicago Fire (I)   | PPL Park      |
| 12.08. | Sporting Kansas City (I) | 3:1 (1:1) | Real Salt Lake (I) | Sporting Park |

## Finale
| Philadelphia Union                                     | Philadelphia Union | Sporting Kansas City | Sporting Kansas City |
| ------------------------------------------------------ | --- | --- | -------------------- |
| Philadelphia Union                                     | \| 30. September 2015 in Chester, Pennsylvania (PPL Park) \| \| Ergebnis: 1:1 n. V. (1:1, 1:0), 6:7 i. E. \| \| Zuschauer: 14.463 \| \| Schiedsrichter: Ted Unkel \| \| Spielbericht \|                                                                         | \| 30. September 2015 in Chester, Pennsylvania (PPL Park) \| \| Ergebnis: 1:1 n. V. (1:1, 1:0), 6:7 i. E. \| \| Zuschauer: 14.463 \| \| Schiedsrichter: Ted Unkel \| \| Spielbericht \|                                                                     | Sporting Kansas City |
| Philadelphia Union                                     | Andre Blake (121. John McCarthy) – Fabinho, Richie Marquez, Maurice Edu , Ray Gaddis – Michael Lahoud, Vincent Nogueira, Tranquillo Barnetta, Cristian Maidana (77. Conor Casey), Sébastien Le Toux – C. J. Sapong (116. Andrew Wenger) Cheftrainer: Jim Curtin | Tim Melia – Matt Besler , Kevin Ellis, Seth Sinovic (78. Saad Abdul-Salaam), Chance Myers (112. Jacob Peterson) – Soni Mustivar (66. Jordi Quintillà), Benny Feilhaber, Paulo Nagamura, Krisztián Németh – Graham Zusi, Dom Dwyer Cheftrainer: Peter Vermes | Sporting Kansas City |
| Philadelphia Union                                     | 1:0 Sébastien Le Toux (23.) | 1:1 Krisztián Németh (65.) | Sporting Kansas City |
| Philadelphia Union                                     | Elfmeterschießen | | Sporting Kansas City |
| Philadelphia Union                                     | 1:0 Sébastien Le Toux 2:1 Vincent Nogueira Maurice Edu 3:2 Tranquillo Barnetta 4:3 Conor Casey 5:4 Michael Lahoud 6:5 Ray Gaddis Andrew Wenger | 1:1 Benny Feilhaber 2:2 Dom Dwyer Krisztián Németh 3:3 Matt Besler 4:4 Paulo Nagamura 5:5 Graham Zusi 6:6 Kevin Ellis 6:7 Jordi Quintillà | Sporting Kansas City |
| Philadelphia Union                                     | Michael Lahoud (21.), Tranquillo Barnetta (58.), C. J. Sapong (90.+1') | Kevin Ellis (29.), Seth Sinovic (34.), Jordi Quintillà (71.), Matt Besler (86.), Paulo Nagamura (94.), Graham Zusi (104.), Chance Myers (106.) | Sporting Kansas City |
| 30. September 2015 in Chester, Pennsylvania (PPL Park) | | |                      |
| Ergebnis: 1:1 n. V. (1:1, 1:0), 6:7 i. E.              | | |                      |
| Zuschauer: 14.463                                      | | |                      |
| Schiedsrichter: Ted Unkel                              | | |                      |
| Spielbericht                                           | | |                      |